# Laura Gómez Abego
Laura Gómez Abego (Castelló de la Plana, 27 de setembre de 1977) és una política valenciana, diputada a les Corts Valencianes en la V Legislatura.
Tècnica de sostenibilitat ambiental, fou escollida diputada pel Partido Popular a les eleccions a les Corts Valencianes de 1999. Fou presidenta de la Comissió de Medi Ambient de les Corts Valencianes. Després fou assessora del president de la Diputació de Castelló, Carlos Fabra Carreras.